# Граний Лициниан
Гра́ний Лициниа́н либо просто Лициниан (лат. Granius Licinianus) — древнеримский историк, живший не ранее II века н. э. Единственное его сочинение было написано на латинском языке и сохранилось в небольших фрагментах.

## Биография
Годы жизни историка неизвестны; по косвенным свидетельствам его литературную деятельность датируют либо правлением Адриана (117—138 годы), либо концом II века, а иногда — III и даже IV веками. Достоверно неизвестно и его имя: во фрагментах автор называется как «Лициниан»; как правило, его отождествляют с Гранием Лицинианом, которого упоминают Сервий и Макробий.
В общей сложности труд Грания состоял из 36 книг. Вероятно, факты для своего сочинения Лициниан черпал из «Истории от основания Города» Тита Ливия. Предпочтение в отборе материала отдавалось не крупным событиям политической истории, а занимательным явлениям, чудесам и поучительным примерам.
Фрагменты сочинения Лициниана были обнаружены в 1853 году в палимпсесте Add. 17212 (один из редких примеров «двойных палимпсестов»), который поступил в Британский музей из египетского монастыря святой Марии Дейпары Коптской православной церкви в Вади-Натруне. Работа историка была скопирована на пергамент предположительно в V веке; впоследствии (приблизительно в VI веке) историческое сочинение было счищено, а поверх был записан трактат некоего грамматика на латинском языке; наконец, в IX—X веках текст вновь был счищен ради записи перевода гомилий Иоанна Златоуста на сирийский язык. Всего фрагменты Лициниана были обнаружены на 12 листах, и в них описываются события 165, 105, 87 и 78 годов до н. э.